# Bilbombe
En bilbombe er en specielt udviklet sprængladning med tilknyttet tændsats som placeres i en bil, hvorfra den kan udløses af bilens fører, eller af andre i eller uden for bilen. Begrebet bilbombe anvendes både om bomber, der har til formål at dræbe eller skade personer, som befinder sig inde i bilen, såvel som om bilbomber der er beregnet på at ramme bilens omgivelser.
Den første type bruges primært i politisk motiveret attentater eller i kriminelle opgør, mens den anden type bilbomber hvor bomben fungere som et våben mod omverdenen oftest bruges i tilknytning til terroristangreb – i mange tilfælde forekommer de pågældende angreb udført som selvmordsangreb.